# Sacbé

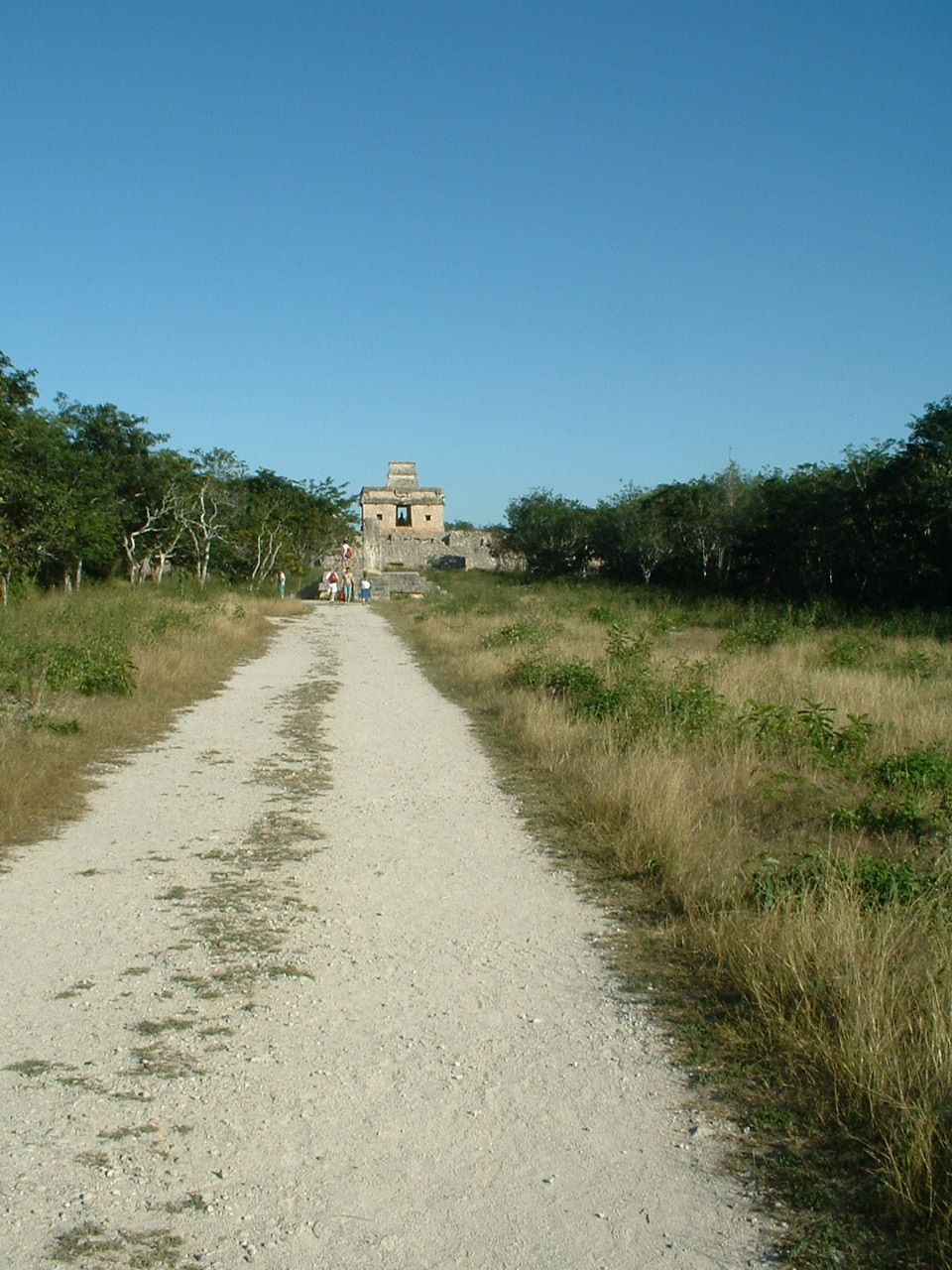
Sacbé a Dzibilchaltún, Yucatán

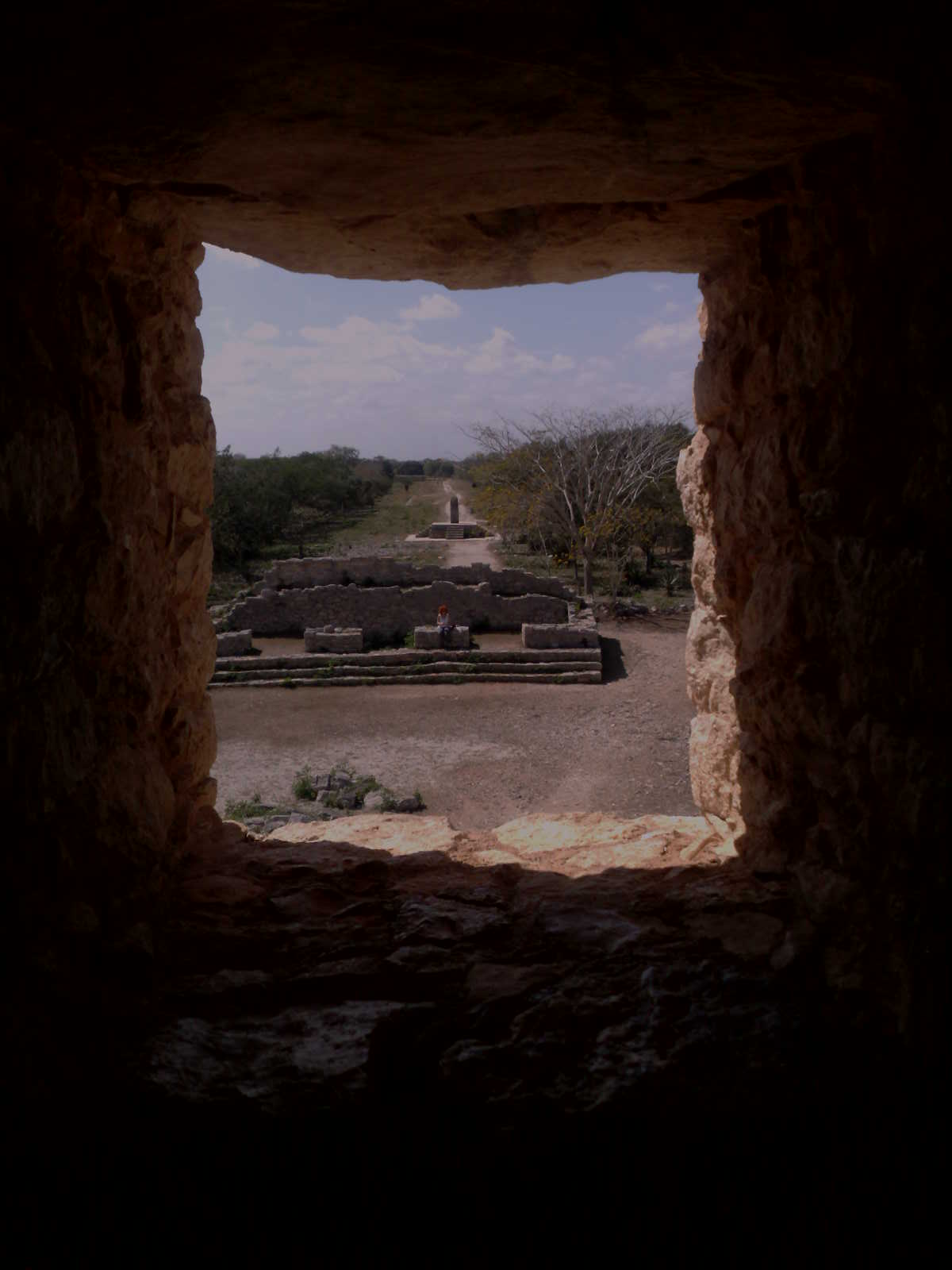
Sacbé a Dzibilchaltún, vist des del temple de les Set Nines

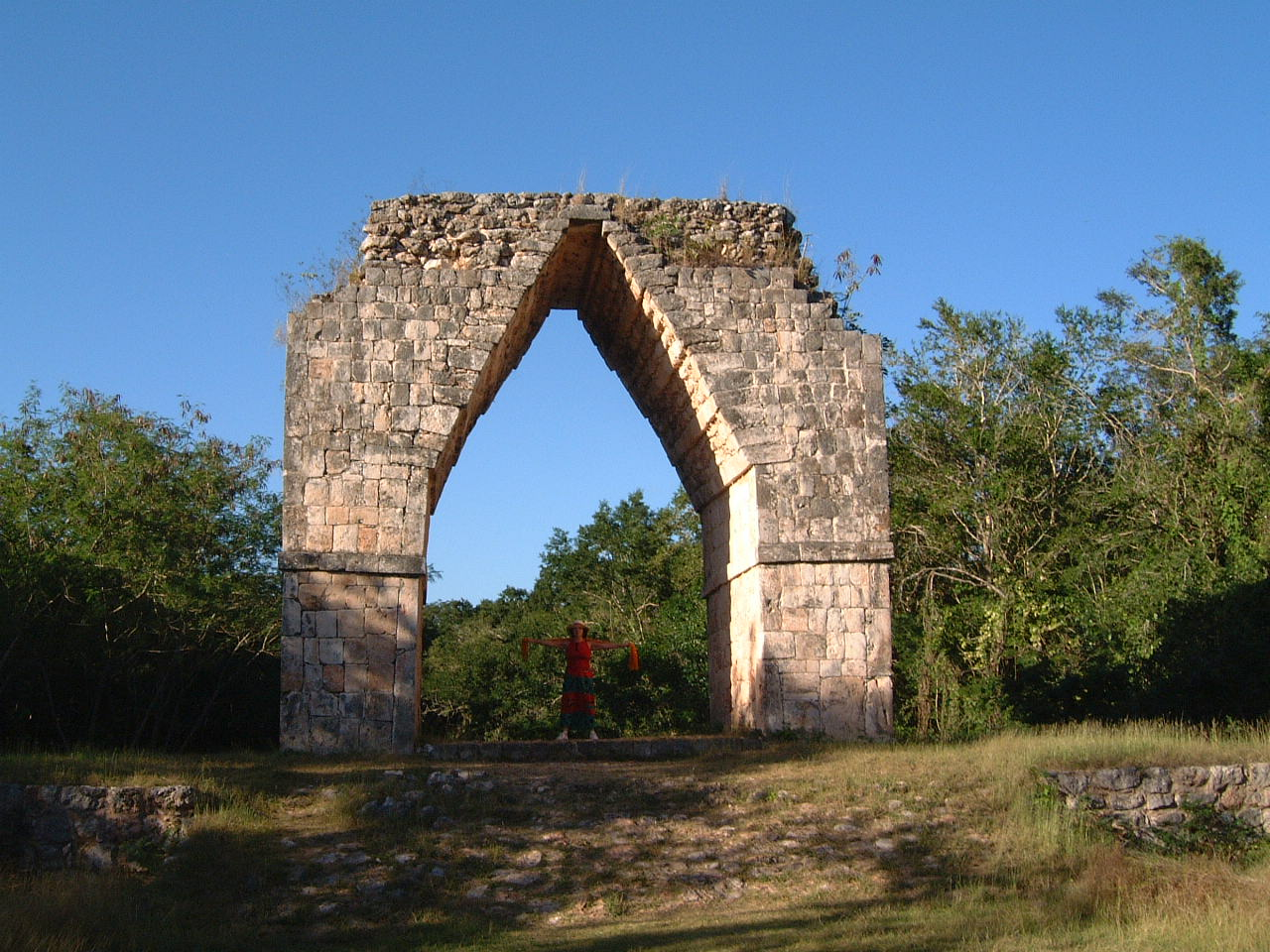
Arc al final del sacbé a Kabah, Yucatán

Un sacbé (també sakbé, plural: sacbeob) és un camí dret, elevat, sense desnivells i pavimentat, construït pels maies precolombins, particularment a la península de Yucatán.

## Detalls
La paraula sacbé deriva de les veus maies sac (‘blanc’) i be (‘camí’). Eren camins elevats coberts per estuc blanc o calç d'entre 4 i 20 m d'ample i fins a 300 km de llarg. Generalment, connectaven places i temples o grups estructurals dins de les ciutats maies, però altres connectaven les ciutats entre si. Alguns d'ells encara existeixen a la península de Yucatán i a Guatemala.
Probablement, el sacbé més conegut és el de Chichén-Itzá, que connecta el grup principal del castell amb el cenote Sagrat. Un altre sacbé conegut és el que connecta el jaciment arqueològic d'Uxmal amb Kabáh, a la regió Puuc, i que té arcs a cada extrem. Per molt de temps, el sacbé més llarg conegut era el que unia les ciutats antigues de Cobá i Yaxuná, però recentment s'han trobat les restes d'un sacbé que sembla que unia les ciutats de T'Hó (avui Mèrida, la capital de l'estat) amb els llocs d'Izamal i fins a la costa del Carib, prop de Puerto Morelos, a 300 km. de distància.
Mentre els camins més llargs s'usaven per al comerç i la comunicació, tots els sacbeob també tenien un significat ritual o religiós. El maianista John Lloyd Stephens va reportar el 1840 que els habitants locals sempre deien una oració ritual en creuar un sacbé, tot i que aquest ja estigués cobert per la jungla.
Els sacbeob de Yucatán són els més coneguts; no obstant això, han estat documentats en tota l'àrea maia. Alguns semblen haver estat construïts en períodes tan primerencs com el maia preclàssic. Prop del lloc d'El Mirador se n'han trobat alguns.
En temps moderns, alguns dels sacbeob han estat usats com a base o incorporats a carreteres i línies de ferrocarril.